# Tête brûlée (film, 1919)
Pour son film homonyme de 1932, voir Tête brûlée.
Pour plus de détails, voir Fiche technique et Distribution.
Tête brûlée (titre original : A Gun Fightin' Gentleman) est un film muet américain réalisé par John Ford, sorti en 1919.

## Fiche technique
- Titre original : A Gun Fightin' Gentleman
- Réalisation : John Ford
- Scénario : Hal Hoadley
- Photographie : John W. Brown
- Producteur : Pat Powers
- Société de production : Universal Film Manufacturing Company
- Société de distribution : Universal Film Manufacturing Company
- Pays d'origine :  États-Unis
- Langue originale : anglais
- Format : noir et blanc — 35 mm — 1,33:1 — Muet
- Genre : Western
- Durée : 50 minutes (5 ou 6 bobines)
- Date de sortie :
  - États-Unis : 29 novembre 1919

## Distribution
- Harry Carey : Cheyenne Harry
- J. Barney Sherry : John Merritt
- Kathleen O'Connor : Helen Merritt
- Harry von Meter : le comte de Jollywell
- Lydia Yeamans Titus : la tante d'Helen
- Duke R. Lee : Buck Regan
- Joe Harris : Seymour
- John Cook : le vieux Shérif
- Ted Brooks : le "Jeune"
- Jim Corey : le député
- George Kuwa : le secrétaire de Merritt

## À noter
- Le film est considéré partiellement perdu selon Silent Era.
- Le film fait partie de la série des « Cheyenne Harry »